# 张世理
张世理，复旦大学微电子学院教授，主要从事基于碳纳米管的纳电子技术等方面的研究。入选中华人民共和国教育部第七批"长江学者"特聘教授，曾就读于复旦大学物理系和材料科学系。